# Farmers Loop
Farmers Loop ist ein census-designated place (CDP) im Fairbanks North Star Borough in Alaska in den Vereinigten Staaten. Das U.S. Census Bureau hatte bei der Volkszählung 2020 eine Einwohnerzahl von 4704 ermittelt.

## Geographie
Das Farmers Loop CDP ist ein nördlicher Vorort von Fairbanks, etwa 7 km von dessen Stadtzentrum entfernt. Die namengebende Hauptstraße „Farmers Loop Road“ führt durch den südzentralen Teil des CDP-Gebietes. Im Osten wird das CDP vom Steese Highway (Alaska Route 2) begrenzt. Das CDP grenzt im Osten an Steele Creek, im Süden an die City of Fairbanks, im Westen an College, im Nordwesten an Goldstream sowie im Nordosten an Fox. Das Gebiet ist mit Ausnahme des Tieflands im Süden und einem Höhenrücken im Norden relativ stark besiedelt.

## Geschichte
Farmers Loop ist eines von mehreren CDPs, die beim Zensus 2010 aus Teilen von Vororten von Fairbanks gebildet wurden.

## Demografie
Zum Zeitpunkt der Volkszählung im Jahre 2020 (U.S. Census 2020) hatte Farmers Loop 4704 Einwohner auf einer Landfläche von 56,45 km². Von den Einwohnern waren 3659 Weiße, 38 Afroamerikaner, 288 amerikanisch-indianischer Abstammung sowie 86 Asiaten. Beim Zensus 2010 lag die Einwohnerzahl bei 4853.